# 15 Minutes
15 Minutes és una pel·lícula germano-estatunidenca dirigida per John Herzfeld, estrenada el 2001.

## Argument
Quan Oleg i Emil, dos criminals provinents de l'Europa de l'Est, arriben a Nova York per recollir la seva part del botí d'un robatori, Oleg roba una càmera de vídeo i comença a filmar les seves activitats, legals i il·legals. Quan veuen com els mitjans de comunicació nord-americans poden fer veure un assassí com a víctima i a més fer-lo ric, ells planegen assassinar algú important per a després vendre la història al popular programa sensacionalista de televisió Top Story.
El veterà detectiu d'homicidis de la policia de Nova York, Eddie Flemming (representat per Robert De Niro), que és considerat una celebritat a la ciutat, investiga el presumpte homicidi d'una parella provinent d'Europa de l'Est. Flemming presumeix que van ser assassinats i després cremats, i llavors coneix el bomber Jordy Warsaw (representat per Edward Burns), que també investiga l'escena de l'incendi i al seu torn arriba a la conclusió que es tracta d'un homicidi. Ara Flemming i Warsaw van darrere de la pista dels perillosos Oleg i Emil, que -per obtenir una mica de fama- està disposat a matar qualsevol, inclòs Flemming.

## Repartiment
- Robert De Niro: Detectiu Eddie Flemming
- Edward Burns: Marshal Jordy Warsaw
- Kelsey Grammer: Robert Hawkins
- Avery Brooks: Detectiu Leon Jackson
- Melina Kanakaredes: Nicolette Karas
- Karel Roden: Emil Slovak
- Oleg Taktarov: Oleg Razgul
- Vera Farmiga: Daphne Handlova
- John DiResta: Bobby Korfin
- James Handy: Marshal Declan Duffy
- Darius McCrary: Detectiu Tommy Cullen
- Bruce Cutler: ell mateix
- Charlize Theron: Rose Hearn
- Kim Cattrall: Cassandra
- Vladimir Machkov
- Roland Kickinger

## Al voltant de la pel·lícula
- A la pel·lícula apareix en un cameo l'actriu Charlize Theron, recitant de franc, per tornar un favor al director que l'havia llançat a la pel·lícula 2 Days in the Valley
- Fan la seva aparició també Kim Cattrall i Roseanne Barr, aquesta última en el paper de si mateixa.

## Premis

### Nominació
- 2001: Premi Taurus Award del World Stunt Awards per a la millor baralla (Pete Antico, Dane Farwell i Jim Palmer)